# نماگرد
نماگرد،  (ن ِ گ ِ) روستایی از دهستان ورزق بخش مرکزی شهرستان فریدن در استان اصفهان ایران است. 
آبش از قنات و رودخانه ٔ محصولش غلات و حبوبات و سیب زمینی و انگور، شغل اهالیش زراعت ، قالی بافی و جاجیم بافی است
پی نوشت: همچنین نماگرد (نَ گَ) نام یکی از برنامه های تلوزیونی و یک وبسایت هم نام آن است که البته تلفظ آن متفاوت است که با حرف َ آورده شده است.

## مردم
موسیو چریکیف در سفرنامه خود مردم بومی روستا را ارمنی ذکر می‌کند؛اما در حال حاضر  با توجه به مهاجرت ارامنه این روستا به شهر ها به ویژه به تهران مردم روستای نماگرد ترک هستند و به زبان ترکی سخن می‌گویند.

## جمعیت
این روستا در دهستان ورزق جنوبی قرار دارد و براساس سرشماری مرکز آمار ایران در سال ۱۳۸۵، جمعیت آن ۸۳۸ نفر (۱۹۸خانوار) بوده‌است.